# Meri Penington
Meri Penington (engl. Mary Engle Pennington; 8. oktobar 1872. — 27. decembar 1952), američka je hemičarka, inovatorka tehnologije za siguran transport i čuvanje kvarljive hrane.
Još kao devojčica, Meri je bila zaljubljenik u prirodu, posebno u baštovanstvo. Zajedno sa ocem delila je strast prema biljkama, a već sa 12 godina odlučila je da će se baviti naukom, i to hemijom.
S kraja 19. veka u Pensilvaniji, bavljenje naukom, posebno prirodnom, ženama je bilo nedostižno, čak se smatralo i nepristojnim. 
Uporna, Meri, po završetku srednje škole, sa jedva navršenih 18 godina, insistirala je kod dekana na Pensilvanijskom univerzitetu da joj omogući studije hemije, biologije i higijene. Dekan je pristao videvši njenu posvećenost i glad za naukom. Za samo dve godine, Meri, polaže sve ispite, stiče uslov za diplomu, ali naučno veće donosi odluku da joj se ne uruči diploma, već samo potvrda da je pohađala studije.
I pored tehničkih prepreka, Meri pronalazi način da nastavi obrazovanje i da sa 23 godine stekne titulu doktorke hemijskih nauka. Rukovodeći bakterijološkom laboratorijom, izučavala je kvarljivost svežeg mleka i uvela je nacionalne standarde za antibakterijološku zaštitu sladoleda, proizvoda čiji su najveći konzumenti bila deca.
Početkom 20. veka u Sjedinjenim američkim državama, nisu postojali standardi koji su obavezivali trgovce da bezbedno čuvaju hranu. Narastanjem gradova, rasla je i potreba za hranom. Trgovci su bili prinuđeni da stvaraju zalihe i da skladište veće količine hrane, koja se usled neadekvatnih uslova skladištenja brzo krvarila. Zbog pokvarene hrane, stotine ljudi, u tom periodu, izgubilo je život.
Meri je patentiranjem tehnologije vakuum pakovanja piletine i čuvenog kartonskog pakovanja za jaja povećala sigurnost u ishrani, čime je spasila mnoge živote. Pored toga njen patent za povećanje vlažnosti u frižideru učinio je da “frižider počne da radi”, kako su naveli Etil An Var i Greg Ptacek u svojoj knjizi “Majke inovacije”.